# Sidogo (Boala)
Pour les articles homonymes, voir Sidogo.
Sidogo est une localité située dans le département de Boala de la province du Namentenga dans la région Centre-Nord au Burkina Faso. 

## Géographie
Constitué de centres d'habitation dispersés, Sidogo se situe à 7 km au nord de Koumestenga-Mossi, à 15 km au nord de Boala, le chef-lieu du département, et de la route nationale 15 reliant Boulsa à Kaya.

## Économie
L'activité du village est essentiellement agro-pastorale.

## Éducation et santé
Le centre de soins le plus proche de Sidogo est le centre de santé et de promotion sociale (CSPS) de Boala.
Le village possède une école primaire publique.